# Aspera (télescope spatial)
Pour les articles homonymes, voir Aspera.
Aspera est une petit télescope spatial ultraviolet de la NASA qui doit être lancé vers 2026. Son objectif est l'observation la présence de gaz chauds dans le milieu intergalactique par l'observation en particulier d'oxygène VI. Cet observatoire fait partie du programme Pioneers qui regroupe des missions d'astrophysique à faible cout (plafonné à 20 millions US$).

## Programme Pioneers
Aspera est une mission spatiale de type Pioneers de la NASA. Ce programme a été créé en 2020 pour financer des missions d'astrophysique à cout réduit (moins de 20 millions US$) donnant l'opportunité à des chercheurs en début ou en milieu de carrière de développer des concepts originaux. Ce faible cout est rendu possible d'une part par la multiplication des mini-satellites (internet, observation de la Terre) qui ont contribué à l'apparition de plateformes (bus) prêtes à l'emploi et peu couteuses et d'autre part par la décision d'utiliser pour ce programme des instruments/télescopes développés par d'autres agences (au lieu de développer des instruments ad hoc).

## Historique
Aspera est une des quatre missions sélectionnées en 2020 dans le cadre du nouveau programme Pioneers. Les trois autres missions sont Pandora, une mission d'observation de l'atmosphère d'exoplanètes, StarBurst un observatoire gamma dédié à la détection des étoiles à neutrons et PUEO, une expérience embarquée sous ballon stratosphérique dans le but de détecter les neutrinos à très haute énergie.